# Largul 600-celule
În geometrie largul 600-celule sau largul tetraplex este un politop cvadridimensional stelat regulat. Cele 600 de celule ale sale sunt tetraedre. Are 120 de vârfuri, 720 de laturi și 1200 de fețe. Are simbolul Schläfli {3,3,5/2}. Este unul dintre cele 10 politopuri Schläfli–Hess regulate.
Largul 600-celule poate fi văzută ca analogul cvadridimensional al marelui icosaedru (care, la rândul său, este analog cu pentagrama); ambii sunt singurele politopuri stelate regulate n-dimensionale care sunt obținute prin stelarea politopului pentagonal, care are fețe simplectice. Poate fi construit în mod analog cu pentagrama, analogul său bidimensional, prin extensia fețelor (n−1)-dimensionale ale nucleului politopului n-dimensional (tetraedre pentru largul 600-celule, triunghiuri echilaterale pentru marele icosaedru și segmentele de dreaptă pentru pentagramă) până când figura recapătă fețe regulate.
Largul 600-celule este dualul marelui larg 120-celule stelat, oglindind dualitatea marelui icosaedru cu marele dodecaedru stelat (care, la rândul său, este analog cu pentagrama); toate acestea sunt stelările finale ale politopului pentagonal n-dimensional de tip dodecaedric.

## Politopuri înrudite
Are același aranjament al laturilor ca și marele 120-celule stelat și largul 120-celule stelat, și același aranjament al fețelor cu marele 120-celule icosaedric.
| H3 | A2 / B3 / D4 | A3 / B2 |
| -- | ------------ | ------- |
|    |              |         |

Împreună cu dualul său formează compusul de marele larg 120-celule cu largul 600-celule.